# Ornatoscalpellum ornatum
Ornatoscalpellum ornatum is een rankpootkreeftensoort uit de familie van de Scalpellidae. De wetenschappelijke naam van de soort is voor het eerst geldig gepubliceerd in 1848 door Gray.